# Fallon (Montana)
Fallon es un lugar designado por el censo (en inglés, census-designated place, CDP) ubicado en el condado de Prairie, Montana, Estados Unidos. Según el censo de 2020, tiene una población de 122 habitantes.

## Geografía
La localidad está ubicada en las coordenadas 46°50′13″N 105°7′39″O / 46.83694, -105.12750. Según la Oficina del Censo de los Estados Unidos, tiene una superficie total de 13.8 km², de la cual 13.2 km² corresponden a tierra firme y 0.6 km² son agua.

## Demografía
Según el censo de 2020, hay 122 personas residiendo en Fallon. La densidad de población es de 9.2 hab./km². El 87.70% de los habitantes son blancos, el 0.82% es afroamericano, el 0.82% es amerindio y el 10.66% son de una mezcla de razas. Del total de la población, el 4.10% son hispanos o latinos de cualquier raza.